# Мелдерештій-де-Жос
Мелдерештій-де-Жос (рум. Măldăreștii de Jos) — село у повіті Вилча в Румунії. Входить до складу комуни Мелдерешть.
Село розташоване на відстані 180 км на північний захід від Бухареста, 28 км на захід від Римніку-Вилчі, 88 км на північ від Крайови, 138 км на південний захід від Брашова.

## Населення
За даними перепису населення 2002 року у селі проживали 540 осіб, усі — румуни. Усі жителі села рідною мовою назвали румунську.